# 佳美魯氏魚
佳美魯氏魚，為黑頭魚科的其中一種，為深海魚類，分布於中西太平洋海域，深度900-1050公尺，棲息在中層水域，生活習性不明。

## 扩展阅读
維基物種上的相關：佳美魯氏魚